# 金森乾次
金森 乾次（かなもり けんじ、1900年7月31日 - 1954年12月8日）は、日本の実業家。近畿日本鉄道の会長を務めた。
父は大阪電気軌道4代目社長（参宮急行電鉄社長兼任）で実質的な創業者の一人である金森又一郎、長男は近畿日本鉄道11代社長の金森茂一郎、次男は大阪大学13代総長の金森順次郎。

## 来歴・人物
大阪府大阪市出身。1921年に東京帝国大学を卒業した後に日本染料製造で技師として務め、1935年に大阪電気軌道に入社。1937年に取締役に就任し、常務、専務を経て、1944年に副社長に就任したが、公職追放を受け、辞任。
公職追放解除を受け、1951年5月に会長として復帰。帝塚山学園理事も務めた。